# Imerio Testori
Imerio Testori (San Giovanni Bianco, 19 dicembre 1950 – San Giovanni Bianco, 22 maggio 1976) è stato un pilota motociclistico italiano.

## Carriera
Figlio di un allevatore di trote della Val Brembana, Testori si appassionò al motociclismo (e specialmente alla Regolarità) in giovane età. Iniziò a correre nel 1969 con una Gilera 175 Regolarità Competizione, a cui affiancò l'anno successivo una OSSA 250 due tempi.
La prima vittoria del "Leone", come Testori fu soprannominato per la sua irruenza e il suo coraggio alla guida, arrivò nel 1971 a Vertova, su una Bultaco 360. Le buone prestazioni con la grossa due tempi spagnola lo portarono all'attenzione di Arnaldo Farioli, pilota e importatore italiano KTM, il quale gli mise a disposizione una moto con la quale nel 1972 vinse il Trofeo FMI nella classe Oltre 175. Nello stesso anno vinse la medaglia d'oro individuale alla Sei Giorni di Špindleruv Mlýn (Cecoslovacchia)
Per il 1973 Testori fu ingaggiato ufficialmente da Farioli: con la KTM 250 fu quarto nel Campionato Italiano. Il 1974 fu l'anno della consacrazione del regolarista bergamasco, che in sella alla KTM 360 vinse il Campionato Europeo Regolarità classe Oltre 350,  primo italiano a vincere in quello che era il terreno di caccia dei piloti dell'Europa dell'Est (tra cui Zdenek Cespiva e Kvetoslav Masita, entrambi su Jawa). L'annata fu impreziosita dalla vittoria alla Valli Bergamasche e dal secondo posto nel Campionato Italiano dietro ad Augusto Taiocchi.
Dopo un 1975 con pochi acuti (2º nell'Italiano e 5º nell'Europeo), il 1976 partì meglio, con due vittorie nel Campionato Italiano e altrettante nell'Europeo che lo proiettarono alla testa di entrambe le classifiche.
Alle 7.30 del 22 maggio 1976, una settimana prima della Valli Bergamasche, Testori uscì per allenarsi con la sua KTM nella natia San Giovanni Bianco. All'improvviso la sua KTM si impennò (si è detto da alcuni, per un mucchio di ghiaia, scaricato sul sentiero e fatto sparire immediatamente dopo): Testori cadde sbattendo la testa all'indietro e procurandosi gravi lesioni alle vertebre cervicali. I soccorsi si rivelarono inutili. Alla Valli del 1976, a pochi giorni dalla tragica scomparsa, la moto di Testori fu esposta in parco chiuso dal venerdì per volere della KTM e ricoperta dai fiori deposti da tutti i piloti sia italiani che stranieri; le moto della Casa di Mattinghofen corsero, in segno di lutto, con un adesivo nero sul serbatoio con la scritta in oro "Testori", al posto del marchio.
Nel 2004 il comune di San Giovanni Bianco gli ha intitolato il palazzetto dello sport.